# Saint-Jacques-des-Arrêts
Saint-Jacques-des-Arrêts är en kommun i departementet Rhône i regionen Auvergne-Rhône-Alpes i östra Frankrike. Kommunen ligger i kantonen Monsols som tillhör arrondissementet Villefranche-sur-Saône. År 2018 hade Saint-Jacques-des-Arrêts 119 invånare.

## Befolkningsutveckling
Antalet invånare i kommunen Saint-Jacques-des-Arrêts
| Referens: INSEE |